# Lê Văn Phong
Lê Văn Phong (1769 - 1824) là tướng của chúa Nguyễn - Nhà Nguyễn trong lịch sử Việt Nam.

## Tiểu sử
Ông sinh năm Kỷ Sửu (1769) tại làng Long Hưng, huyện Kiến Hưng, tỉnh Định Tường (về sau đổi thành xã Long Hưng thuộc huyện Châu Thành, tỉnh Mỹ Tho, nay là tỉnh Tiền Giang). Ông là con thứ tư của ông Lê Văn Toại và bà Nguyễn Thị Lập, và là em của Tả quân Lê Văn Duyệt, một công thần của nhà Nguyễn.
Năm 1781, một lần chúa Nguyễn Phúc Ánh bị quân Tây Sơn đánh đuổi chạy đến vàm Trà Lọt, có ngụ tại nhà ông Lê Văn Toại. Cảm ơn cưu mang, Lê Văn Duyệt (17 tuổi) được chúa Nguyễn tuyển dụng làm thái giám, lãnh nhiệm vụ bảo vệ cung quyến. Ít lâu sau, Lê Văn Phong cũng được nhận vào quân ngũ của vị chúa này .
Sử liệu chép về ông không nhiều, chỉ biết khi vua tôi nhà Tây Sơn bỏ chạy, vua Gia Long vào thành Thăng Long (Nhâm Tuất, 1802), thì ông đang giữ chức Đô thống chế. Liền sau đó, ông nhận lệnh dẫn quân lên Lạng Sơn, buộc hai viên tướng Tây Sơn là Trấn thủ Hoàng Văn Kim và Hiệp trấn Trương Văn Luyện phải mở cửa thành ra hàng.
Đến tháng 10 (âm lịch) năm Canh Ngọ (1810), Lê Văn Phong (lúc bấy giờ, ông đang là Đô thống chế dinh Tả quân Thần sách, tước Phong Đăng hầu) cùng với Ký lục trấn Định Tường là Bùi Văn Minh (tước Minh Đức hầu) nhận mệnh vua đem quân đi phòng giữ biên giới giáp với Chân Lạp .
Khoảng năm Mậu Dần (1818), Lê Văn Phong được cử ra Bắc giữ chức Phó Tổng trấn Bắc Thành, dưới quyền của Tổng trấn Lê Chất. Cho nên lúc bấy giờ có câu tán tụng: 
Huynh Nam, đệ Bắc oai danh chấn.
Tử hiếu, thần trung tiết nghĩa cao.
Nghĩa là:
Anh trấn trong Nam, em trấn ngoài Bắc, lừng lẫy uy danh
Con tròn đạo hiếu, tôi vẹn lòng trung, nêu cao tiết nghĩa .
Năm Minh Mạng thứ 5 (Giáp Thân, 1824), Lê Văn Phong về thăm quê, trở bệnh rồi qua đời ở tuổi 55 tại Gia Định ngày 15 tháng 9 âm lịch. Sử nhà Nguyễn chép: "Em Duyệt là Văn Phong, có võ công, mất vào năm Minh Mạng thứ 5, tặng Thiếu bảo, thụy là tráng Nghị" . Về sau, nhớ ơn ông, dân chúng Gia Định đã rước bài vị của ông về phối thờ trong đình Tân Kiểng .
Sinh thời, Lê Văn Phong từng lãnh chức Chưởng Tả dinh, nên còn được người đời gọi là "Ông Tả Dinh".

## Vợ con
Theo gia phả của Tổ quán họ Lê Văn ở làng Bồ Đề (Mộ Đức, Quảng Ngãi) thì Lê Văn Phong có hai vợ chính và nhiều vợ lẽ. Số con ông ghi trong gia phả là 27 nam, 4 nữ... Năm Quý Hợi (1803), vua Gia Long cho người con đầu của ông là Lê Văn Yến được làm "con thừa tự" của Lê Văn Duyệt, vì anh ông là người bị hoạn bẩm sinh . Năm Minh Mạng thứ 5 (1824), tháng giêng, Lê Văn Yến được vua Minh Mạng gả công chúa thứ mười là Ngọc Ngôn (có sách ghi là Ngọc Nghiên hay Ngọc Nghiêm), và trở thành Phò mã đô úy .
Tháng 7 (âm lịch) năm Ất Mùi (1835), cuộc nổi dậy của Lê Văn Khôi (con nuôi Lê Văn Duyệt) bị đánh dẹp. Sau đó, phần lớn con cháu họ tộc Lê Văn đều bị đày đi làm lao dịch, chỉ riêng Phò mã Lê Văn Yến và Lê Văn Tề (đều là con ruột Lê Văn Phong) bị án trảm. Mãi đến năm Tự Đức nguyên niên (1848), sau khi nghe lời tâu của Đại học sĩ Võ Xuân Cẩn, nhà vua mới ban cho Lê Văn Diễn (con của Phò mã Lê Văn Yến) chức cai đội .
Tuy nhiên, đang khi xảy ra họa lớn, một trong số người con của Lê Văn Phong là Lê Văn Dược đã trốn thoát lên vùng rừng hoang phía bắc Gia Định, mai danh ẩn tích và đổi sang họ Nguyễn. Tại đậy, ông cùng các con khai khẩn đất hoang, lập làng, và trở thành "tiền hiền" của vùng đất Thái Mỹ thuộc huyện Củ Chi ngày nay.

## Lăng mộ
Lăng mộ Tả dinh Lê Văn Phong khi xưa tọa lạc tại thôn Tân Sơn Nhứt, tổng Dương Hòa Thượng, phủ Tân Bình, tỉnh Gia Định, và do đích thân Tả quân Lê Văn Duyệt đứng ra chỉ huy việc xây dựng.
Trong sách Sài Gòn năm xưa, học giả Vương Hồng Sển viết: 
"Lăng Lê Văn Phong, sinh tiền tặng "Ông Tả Dinh", là em của Lê Tả quân. Mất trước Tả quân, nên mộ phần kiên cố hùng vĩ, bởi do Tả quân đứng trông nom xây cất. Chúng tôi mới tìm được trước ở trong hoa viên nhà ông quản lý Đông Pháp ngân hàng, sau vì đổi chủ nên mất tích. Bây giờ lọt vào đất quân sự, muốn vào phải xin phép. Trước ở về phía hữu đường Mac Mahon nối dài. Nay ở về phía hữu đường Ngô Đình Khôi, khuất trong xa, phải cố tìm mới ra mối .
Trong bài viết "Đồ sành cũ đất Nam Kỳ và giặc Lê Văn Khôi", Vương Hồng Sển lại cho biết thêm như sau:
"Mộ Lê Văn Phong, do Tả quân đứng xem xây cất, trước đây ở trên sở đất trồng cao su của ông P. Gannay trên Tân Sơn Nhất. Mộ mấy năm trước còn đồ sộ, tưởng được để dành làm cổ mộ cho xứ Sài Gòn đã rất hiếm kỳ quan cổ tích. Không ngờ vì nhu cầu công ích, bộ Tổng hành dinh phải phá, dời đi chỗ khác, những gì đào được trong mả, như đại ngọc, mão nạm vàng, kiếng gọng đồi mồi theo kiểu quan võ Lang sa đời 19, đều gởi vào Viện bảo tàng trong vườn Bách thảo cho công chúng xem .
Nhà nghiên cứu Huỳnh Minh trong sách Gia Định Xưa (xuất bản trước năm 1975), cũng đã ghi rằng: "Lăng Tả dinh Lê Văn Phong, tọa lạc tại phía hữu đại lộ Cách mạng, trong phạm vi xã Tân Sơn Hòa""' .
Năm 1961, vì nhu cầu quân sự, người ta đã cho bốc mộ ông. Người chứng kiến vụ việc này kể lại đại ý như sau: "Lăng mộ hư hại nhiều và nằm cạnh văn phòng của tướng Đặng Văn Quang. Cần phá khu lăng và bốc mộ để mở rộng sân chào cờ và làm nơi đáp máy bay trực thăng. Lúc bốc mộ, cơ giới trục lên một cỗ quan tài lớn với nắp tròn cao như mâm xôi, hai đầu dưới nhỏ, đoạn giữa có cái Minh Tinh, gọi là "Tam gia triều nhũ" còn mới nguyên dù đã chôn cất hàng trăm năm. Ngoài di hài với trang phục triều đình, còn những di vật chôn theo như mão, áo, bao đai thắt lưng và cả đôi hia quan võ của ngài. Những di vật đó đã đem nhập vào Viện bảo tàng, nay là Bảo tàng Lịch sử Thành phố Hồ Chí Minh. Còn di hài, nghe nói đưa về phía bên trái, cách khu lăng mộ cũ vài cây số" .
Tháng 4 năm 2011, Trưởng ban quý tế là ông Trần Văn Sung và Ông Trần Văn Tuấn là thường trực Ban Quý tế và có ông Dương Minh Đức thành viên Ban Quý Tế Lăng Tả Quân Lê Văn Duyệt và toàn thể Ban Quý Tế Lăng Tả Quân Lê Văn Duyệt đã tìm ra ngôi mộ cải táng của Lê Văn Phong, ở phía sau vách khu mộ Hoài Quốc công Võ Tánh, nằm trong khu đất quân sự của Quân khu 7 (số 17 đường Hồ Văn Huê, phường 9, quận Phú Nhuận, Thành phố Hồ Chí Minh). Ngôi mộ xây bằng gạch và xi măng, và lúc này "đang nứt nẻ nằm trong miếng đất nhỏ bé, rác tràn ngập". Trên bia mộ có dòng chữ Việt: "Việt Nam Đại thần Lê Văn Phong chi mộ. Cải táng ngày 27 tháng 10 Tân Sửu (tức 4 tháng 12 năm 1961)". Ở bình phong có gắn tấm bia đá hoa cương xám ghi là: "Từ trần tháng 9 năm Giáp Thân 1824 Minh Mạng thứ 5. Linh vị, tiểu sử thờ tại Hưng Quốc Tự".
Trước hiện trạng vừa kể, vào đúng ngày tiết Thanh minh năm Nhâm Thìn (19 tháng 3 âm lịch, nhằm ngày 9 tháng 4 năm 2012), các con cháu họ tộc Lê Văn từ Thái Mỹ (Củ Chi), Tây Ninh, Quảng Ngãi, Huế...đã hội tụ về và tổ chức lễ rước di cốt Tả dinh Lê Văn Phong về ấp Tháp, thuộc xã Thái Mỹ, huyện Củ Chi, Thành phố Hồ Chí Minh. Nơi đây là Tổ quán của họ tộc Lê Văn ở Củ Chi, tức nhánh của cụ tổ Lê Văn Dược .